# Sojoez 6
Sojoez 6 (Russisch: Союз-6, "Unie 6") was een Russische bemande ruimtevlucht aan het eind van de jaren 60. Het vloog een gecombineerde missie met Sojoez 7 en 8.

## Missiedoel
Het precieze doel van deze gecombineerde vluchten is nooit helemaal duidelijk geworden. Zoals zo vaak in die jaren, schermde het IJzeren Gordijn zijn zaakjes vakkundig af. De CIA ving echter radioberichten op die er op duidden dat, hoewel de Russen dit ten stelligste ontkenden, het de bedoeling was een koppeling uit te voeren.
De Russen wilden waarschijnlijk met iets spectaculairs voor de dag komen, om de aandacht van de wereldpers te trekken. De NASA had enige maanden daarvoor de Apollo 11 gelanceerd en zodoende de maanrace gewonnen. De Sovjet-Unie stond met lege handen behoorlijk in haar hemd.

## Vluchtverloop

### Lancering
Sojoez 6 werd gelanceerd op 11 oktober 1969 met een Sojoez draagraket vanaf Bajkonoer. Deze capsule woog 6577 kg. De omloopbaan had een hoogste punt van 231 km en een laagste punt van 192 km bij een inclinatie van 51,68°. De omlooptijd bedroeg 88,66 minuten. De bemanning telde twee koppen: commandant Georgi Sjonin en vluchttechnicus Valeri Koebasov.

### Wetenschappelijke proeven
Deze Sojoez had een automatisch werkende, door academicus Boris Paston ontworpen Vulcan-oven aan boord. Deze wendde men aan voor las- en smeltproeven en werd via een kabel op afstand bediend. Daarnaast beproefden de Russen een vijfkanaals transmissiesysteem, zowel met drie Sojoez capsules als met Molniya communicatiesatellieten. Het testen van de verbeterde navigatie-, stabilisatie- en besturingssystemen stond eveneens op de rol, net als het checken van diverse andere wijzigingen aan de Sojoez. Deze missie moest de fouten uit het ontwerp halen van een systeem dat ervoor zorgde dat meerdere ruimteschepen elkaar informatie doorgaven over hun baan en drie ruimteschepen tegelijk kon besturen.
Verder fotografeerde de bemanning de Aarde (weerpatronen en geologische formaties) en deed technisch en biomedisch onderzoek.

### Koppeling
Verder moest Sojoez 6 de koppeling van Sojoez 7 en 8 in beeld brengen. Tijdens deze manoeuvre fungeerde Sojoez 7 als passief doel voor de zoekende Sojoez 8. In tegenstelling tot haar twee zusterschepen beschikte Sojoez 6 niet over het Igla-koppelingssysteem. De beoogde koppeling vond door technische problemen echter nooit doorgang. Op 15 oktober naderde Sojoez 6 de Sojoez 7 tot een afstand van 800 meter onder eigen besturing.

### Lasproeven
De lasproeven waren het belangrijkst tijdens deze missie. Lassen met op afstand bediende apparatuur in gewichtloosheid en vacuüm was nieuw en op deze vlucht probeerde men drie verschillende manieren uit: onder andere booglassen en lassen met behulp van een elektronenstraal.
Beide kosmonauten verloren bijna hun hachje toen het lasapparaat iets te enthousiast zijn werk deed. Het leverde lassen van goede kwaliteit af en bevond zich in de experimentenmodule, het voorste gedeelte van de Sojoez. Na een lasproef met een luchtledig gemaakte module ging de bemanning de monsters uit de module halen. Ze bracht de module weer onder druk, opende het luik tussen deze en de afdaalmodule - en schrok ongetwijfeld hevig. Het lasapparaat had zich tijdens de proef tevens beziggehouden met de cabinewand: er zat nog nét geen gat in. Het duo repte zich terug naar de afdaalcapsule en sloot haastig het tussenluik. Een tijdje later toonde Valeri Koebasov stalen zenuwen door de monsters alsnog op te halen.

### Landing
Sjonin en Koebasov keerden op 16 oktober 1969 veilig naar de Aarde terug. Hun capsule maakte een behouden landing op 180 km noordwestelijk van Karaganda, na 75 omwentelingen en een vluchtduur van 4 dagen, 22 uur en 42 minuten.
1 ·
2 ·
3 ·
4 ·
5 ·
6 ·
7 ·
8 ·
9 ·
10 ·
11 ·
12 ·
13 ·
14 ·
15 ·
16 ·
17 ·
18A ·
18 ·
19 ·
20 ·
21 ·
22 ·
23 ·
24 ·
25 ·
26 ·
27 ·
28 ·
29 ·
30 ·
31 ·
32 ·
33 ·
34 · 
35 ·
36 ·
37 ·
38 ·
39 ·
40

T-1 ·  
T-2 ·
T-3 ·
T-4 ·
T-5 · 
T-6 ·
T-7 · 
T-8 ·
T-9 · 
T-10-1 ·
T-10 · 
T-11 ·
T-12 · 
T-13 ·
T-14 · 
T-15